# Aspidifrontia sagitta
Aspidifrontia sagitta là một loài bướm đêm trong họ Noctuidae.